# Chohreh Feyzdjou
Chohreh Feyzdjou (* 5. September 1955 in Teheran; † 17. Februar 1996 in Paris) war eine iranische Künstlerin.

## Leben
Feyzdjou gehörte der jüdischen Minderheit im Iran an. Sie studierte Kunst in Teheran und im Anschluss an der Pariser Sorbonne und der École des Beaux-Arts. Sie schuf hauptsächlich Installationen und Materialbilder. Zu ihrem Hauptwerk gehört ein sogenanntes „persönliches Erinnerungsarchiv“. Ihre Werke wurden unter anderem in Museen und Galerien in Saint-Etienne, Köln, Koblenz, Paris, Rotterdam und Graz ausgestellt. Auf der documenta11 2002 in Kassel wurde – nach ihrem frühen Tod im Jahre 1996 – die Installation Boutique Product of Chohreh Feyzdjou, 1973–1993 präsentiert.